# 亡伊
亡伊（：／，？—？）是高丽王朝的一位农民起义军首领。
亡伊原为公州鸣鹤所的贱民。庚寅之乱后，武臣掌握了朝廷大权，政局动荡不安，民不聊生。1176年正月，亡伊与兄弟亡所伊一起，纠集当地农民，自称“山行兵马使”（百姓任命的指挥官），在鸣鹤所发动叛乱，史称亡伊亡所伊之乱。亡伊、亡所伊的起义军攻破公州，并得到公州四郡八县农民的响应。高丽朝廷派兵镇压，但被击败。随后，朝廷改为使用怀柔政策，将鸣鹤所升格为忠顺县，并册封了亡伊、亡所伊等人。
1177年4月，起义军攻破骊州、镇川、牙州等地，兵锋直指都城开京（今开城）。朝廷将忠顺县降格，仍为鸣鹤所，并逮捕亡伊、亡所伊等人的父母，对起义军根据地发起总攻击。此时正处于农繁期，形势对起义军不利。6月，亡伊、亡所伊决定向朝廷提议和谈，7月被朝廷逮捕入狱，叛乱平定。

## 影視作品
- 《武人时代》，KBS，2003年~2004年，演員：朴真星